# Questione della lingua
La questione della lingua fu la disputa su quale modello linguistico adottare nella penisola italiana; sorta in ambito letterario, ebbe la sua fase più acuta agli inizi del Cinquecento, per poi protrarsi con alterne vicende (almeno) fino ad Alessandro Manzoni.

## DalDe vulgari eloquentiadi Dante al dibattito cinquecentesco

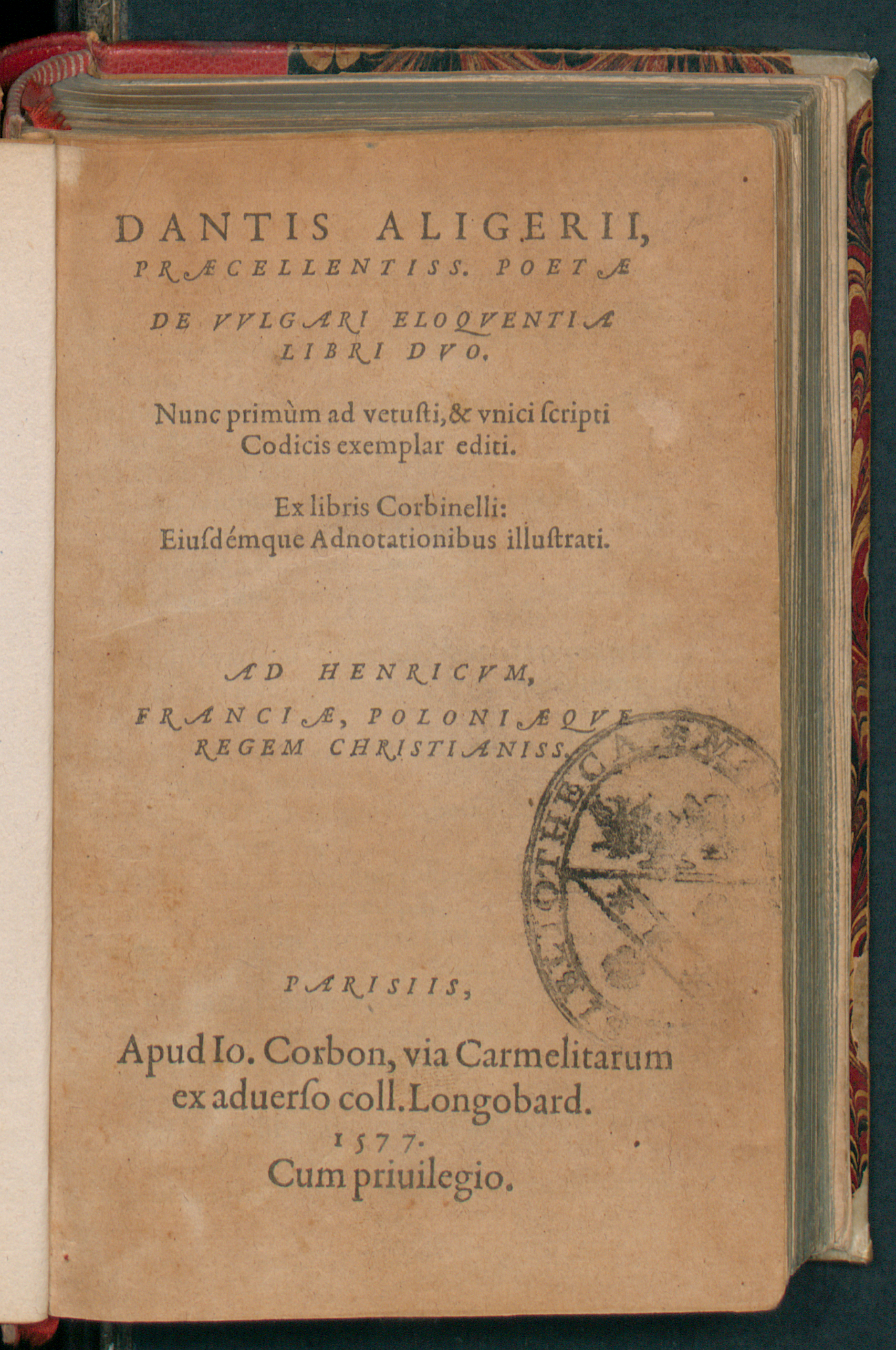
L'editio princeps del De vulgari eloquentia (1577)

L'origine del dibattito può ricercarsi nel De vulgari eloquentia di Dante. In esso si riprendeva l'allora comunemente accettata "teoria della monogenesi" di tutte le lingue del mondo (che sarebbero derivate dall'idioma di Adamo: l'ebraico, la lingua delle Sacre Scritture); inoltre, si identificava la lingua volgare con lo sviluppo delle varietà plebee locali già parlate nell'antichità a seguito dell'episodio della Torre di Babele, in cui Dio avrebbe punito gli uomini facendo sì che le lingue da essi parlate si differenziassero tra loro.
Il latino, lingua d'uso internazionale (allora generalmente adoperata nelle scritture e nei discorsi ufficiali), era definito da Dante come gramatica per antonomasia, cioè lingua convenzionale creata e artificialmente perfetta. Tuttavia il volgare d'Italia, grazie alla Scuola poetica siciliana, aveva meritato di elevarsi all'uso scritto. Restava però aperto il problema sulla conformazione di quel volgare illustre che, secondo Dante, avrebbe dovuto avvalersi del concorso di tutti i volgari d'Italia.
Dante, nella propria opera letteraria, non tentò di "inventare" un volgare pan-italiano, anzi adottò il nativo fiorentino – pur criticando a livello teorico il toscano: «si tuscanas examinemus loquelas [...]  non restat in dubio quin aliud sit vulgare quod querimus quam quod actingit populus Tuscanorum», ovvero "se esaminiamo le parlate toscane [...] non c'è dubbio che altro sia il volgare che cerchiamo rispetto a ciò cui attinge il popolo toscano".
Si possono citare, fra i tratti non pan-italiani del fiorentino allora parlato:
- il condizionale di tipo canterei rispetto a cantaria[3];
- la prima persona del presente indicativo unificata con il congiuntivo: parliamo, viviamo, finiamo (< -eamus, ecc.), rispetto all'analogico: *parlamo, *vivemo, *finimo (< -amus, ecc.) [4].

Tuttavia, nel corso del Quattrocento si perse memoria del De Vulgari, che sopravviveva in pochissimi esemplari. Quando nel 1529 Gian Giorgio Trissino lo ripropose in una sua traduzione alla pubblica opinione molti sostennero che Dante non avrebbe mai potuto scrivere tale opera, accusando il Trissino di mistificazione. Nel frattempo la questione si era riaperta e sviluppata per altre vie grazie all'affermarsi del volgare toscano. Per la scelta di quale lingua utilizzare per la penisola italiana si cominciarono a formare tre correnti ognuna delle quali sosteneva un volgare diverso:
1. La corrente detta "cortigiana" sosteneva l'importanza della "favella", cioè della lingua parlata nelle maggiori corti italiane. Ne facevano parte letterati di corte, quali Mario Equicola, Vincenzo Calmeta e Baldassarre Castiglione, cui non importava che dovunque in Italia si parlasse la medesima lingua, quanto che si parlasse con la stessa identica raffinatezza.[5]
2. La corrente "fiorentina", cui apparteneva Pietro Bembo, sosteneva di dover usare il volgare fiorentino trecentesco reso pubblico da Petrarca in poesia e Boccaccio in prosa, ossia di riesumare una lingua vecchia di oltre duecento anni, non parlata più neppure dagli stessi fiorentini.[5]; a questa teoria infatti reagirono diversi autori fiorentini, come Niccolò Machiavelli, che nel suo trattato Discorso o dialogo intorno alla nostra lingua sosteneva l'utilizzo nel fiorentino contemporaneo in uso.
3. La corrente "italianista" sosteneva di dover prelevare le parole più eleganti dai diversi volgari, così come, secondo Gian Giorgio Trissino, aveva fatto Dante nel De Vulgari Eloquentia.

In pieno Umanesimo la questione della lingua si fece più accesa, anche in conseguenza dell'avvento della stampa, la quale rendeva necessaria, ovviamente, la presenza di una norma coerente e omogenea a livello nazionale. A quel tempo Venezia era la capitale europea dell'editoria, in contrasto con Firenze. Fu proprio da queste due città che nacquero le due maggiori scuole di pensiero, veneta e toscana: la prima affermava il suo predominio a livello europeo nell'editoria e quindi nella comunicazione, la seconda rivendicava la cittadinanza dei grandi letterati trasformatori della lingua (Dante, Petrarca, Boccaccio).

## L'affermazione del modello bembiano

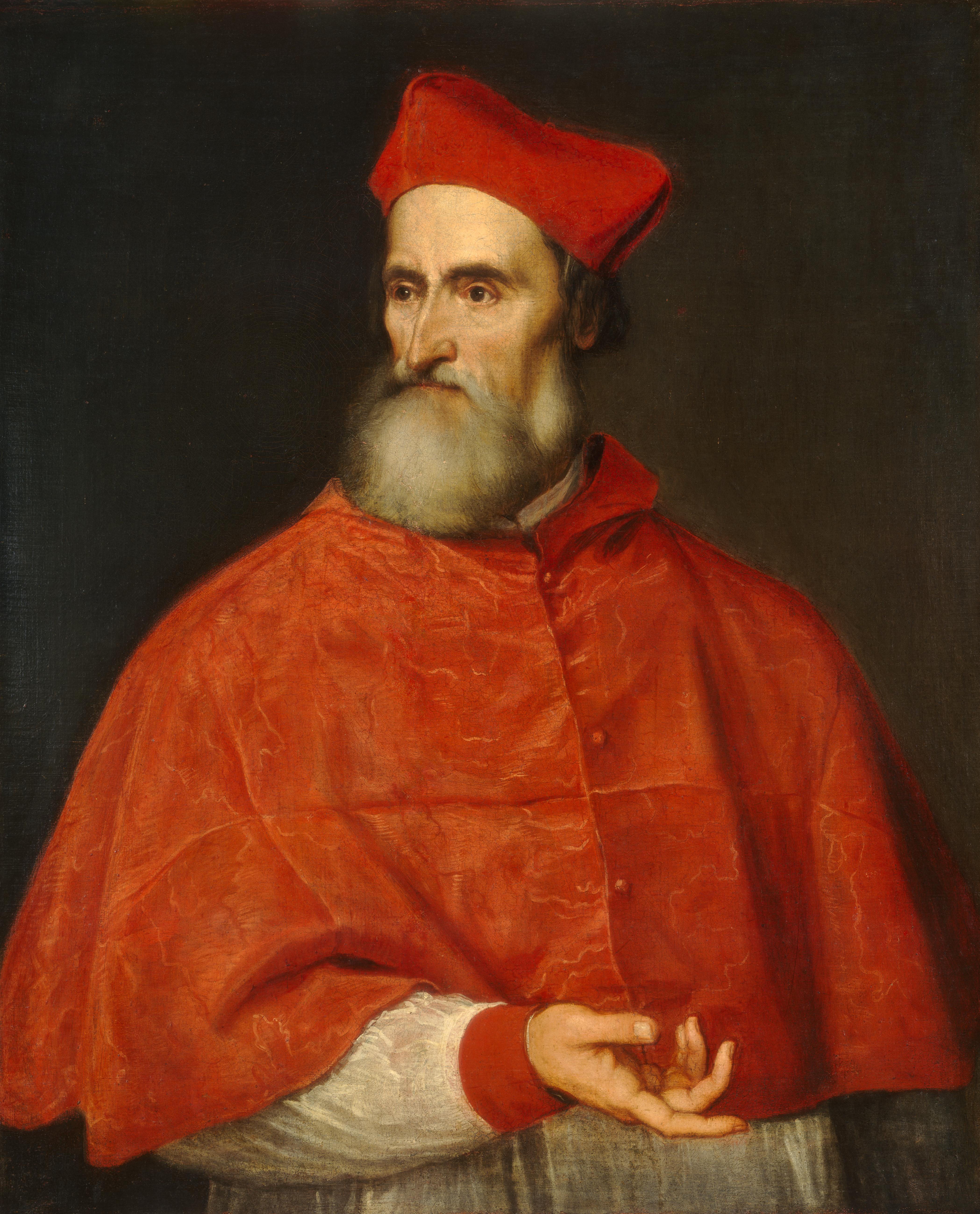
Tiziano, Ritratto di Pietro Bembo (1539) Washington, National Gallery of Art

Punto di svolta rappresentò la pubblicazione delle Prose della volgar lingua di Pietro Bembo, il quale – seppur veneziano di nascita – propose come lingua il toscano trecentesco, lingua letteraria per eccellenza, punto di comunicazione tra gli autori del passato e i posteri. Nel terzo libro del suo trattato egli redasse una vera e propria grammatica del toscano letterario, fondato essenzialmente sull'uso dei grandi autori trecenteschi: Dante, ma soprattutto Boccaccio e Petrarca, di cui Bembo possedeva tra l'altro l'autografo del Canzoniere.
Pietro Bembo dichiarò velleitaria la posizione dei sostenitori della lingua cortigiana: nelle Prose non nominò il Castiglione, ma si scagliò contro Vincenzo Calmeta, autore di un perduto trattato Della volgar poesia, sostenendo che fosse improponibile la sua idea di volgare cortigiano e romano come lingua nazionale per eccellenza, in quanto – tra tutte le corti possibili – quella pontificia era la più inadatta, essendo priva di alcuna continuità dinastica, dove i papi cambiavano continuamente introducendo scelte linguistiche diverse a seconda del loro luogo d'origine.
La questione si risolse di fatto con l'affermazione del modello bembiano, e quindi con la sanzione della lingua letteraria toscana. Dante venne escluso dal canone degli autori che facevano testo in materia di lingua in quanto il lessico del poeta era più vasto e meno riapplicabile; egli, inoltre, utilizzava vocaboli ora di livello alto ora di livello basso (è noto che nell'Inferno compaiono parole come "culo", "merdoso", "puttana", etc.).

## Il dibattito nel Settecento e nell'Ottocento
Il dibattito sulla questione della lingua non si limitò tuttavia al solo Cinquecento, ma proseguì fino al Novecento, con momenti di particolare vivacità nel Settecento illuminista e nell'Ottocento, soprattutto all'inizio del secolo, e dopo l'unificazione politica italiana, quando Manzoni rese pubblica la Relazione richiestagli dal ministro dell'Istruzione Broglio, nella quale si suggerivano metodi e strumenti per unificare la lingua nel Regno da poco costituito. Questo intervento di Manzoni riaccese il dibattito, che proseguì con il linguista Graziadio Isaia Ascoli, e con il filosofo Benedetto Croce.

## Schema cronologico della questione della lingua

### Trecento
- Dante Alighieri, De vulgari eloquentia (1303-04).

Trattato in latino incompiuto, misconosciuto fino al Cinquecento, quando fu tradotto e diffuso in toscano da Gian Giorgio Trissino nel 1529. Ricerca di un "volgare illustre" per la lingua poetica. Dante individua quattordici volgari (sette a destra e sette a sinistra degli Appennini), alcuni dei quali sono criticati (come il milanese, il romanesco e lo stesso fiorentino di poeti come Bonagiunta e Guittone, rimasti troppo "municipali"), altri giudicati più positivamente (come il siciliano dei poeti federiciani e il bolognese del Guinizelli, i quali sono riusciti a distanziare, con scelte linguistiche raffinate, la lingua poetica dal comune parlato) e altri ancora esclusi da principio, quali il friulano per via della sua supposta crudezza di pronuncia o ancora il sardo, espunto dalla lista dei suddetti volgari italiani in quanto i suoi locutori, a detta di Dante non italiani, sarebbero stati i soli a non avere sviluppato un vero e proprio volgare, indulgendo piuttosto in uno scimmiottamento della gramatica latina. Nessuno dei quattordici volgari è infine ritenuto degno di incarnare il volgare illustre, cardinale, aulico e curiale ricercato, che può essere elaborato solo nell'ambito di un "corte ideale" nella quale si uniscano idealmente i letterati italiani, affinché vi possano apportare i contributi migliori dalle loro parlate.

### Quattrocento
- Leon Battista Alberti, Proemio al Libro III del dialogo Della famiglia (1437)

Rivalutazione del volgare dopo la sua svalutazione da parte dell'Umanesimo latino tre-quattrocentesco. Si basa sul fiorentino colto dell'epoca. Alberti organizza una gara di poesia volgare, il Certame coronario (1441).
Una delle opere più importanti di Leon Battista Alberti per la promozione del volgare fu La Grammatichetta.
- Epistola che accompagna la Silloge Aragonese, raccolta di poesia toscana inviata da Lorenzo de' Medici a Federico d'Aragona, erede al trono di Napoli (1477).

L'Epistola è attribuita a Poliziano. Nell'ambito del circolo letterario che si sviluppa attorno a Lorenzo de' Medici avviene una rivalutazione del volgare, fondata soprattutto sull'esaltazione della grande tradizione letteraria fiorentina. In questi decenni il toscano letterario si afferma prepotentemente fuori dalla Toscana, come testimonia la revisione linguistica che Jacopo Sannazaro, operante presso la corte aragonese di Napoli fece della sua Arcadia nel passaggio dalla prima (1484-86) alla seconda redazione (1500 ca.) dell'opera.

### Cinquecento
- Vincenzo Calmeta, trattato Sulla volgar poesia (1500-1508 ca.)[5] Sosteneva l'uso del volgare della corte di Roma proprio in virtù della sua variabilità intrinseca.[5][11]
- Pietro Bembo, Prose della volgar lingua[12] (1525).  Viene fissato il primato dei grandi scrittori fiorentini trecenteschi (le "tre corone": Dante, Petrarca e Boccaccio). Sono proposti i modelli del Petrarca per la lingua poetica e del Boccaccio per la prosa. Dante è svalutato per il suo forte pluristilismo.
- Gian Giorgio Trissino, Il Castellano (1529) e Baldassarre Castiglione, Il Cortegiano (1528). Ripresa parziale della proposta dantesca. Ricerca di una lingua per l'uomo di corte del tempo, lontana dal fiorentinismo letterario del Bembo. Proposta di una lingua mista, mélange delle lingue parlate nelle corti italiane del tempo.
- Niccolò Machiavelli, Discorso della nostra lingua (1524?); Pier Francesco Giambullari, De la lingua che si parla et scrive a Firenze (circa 1552). Posizione "fiorentinista": si afferma la supremazia della lingua fiorentina dell'uso vivo delle persone colte del tempo contro la proposta arcaizzante del Bembo.
- Benedetto Varchi, curatore dell'edizione fiorentina delle Prose della volgar lingua del Bembo (1549) e autore del dialogo L'Hercolano (elaborato tra 1560 e 1565 e pubblicato postumo nel 1570). Fa da mediatore tra le posizioni "fiorentiniste" dei precedenti e quelle bembiane. Favorisce la ricezione della proposta bembiana a Firenze, dove nel 1582 viene fondata l'Accademia della Crusca.

### Seicento
- Vocabolario della Crusca: I edizione 1612, II edizione 1623, III edizione 1691

Ispirato nella sua prima edizione soprattutto dall'attività letteraria e filologica di Leonardo Salviati. Spoglio degli autori da citare nel Vocabolario effettuato da un gruppo che lavorò tra 1591 e 1595, seguendo le indicazioni del Salviati. Vi trionfa il modello del fiorentino letterario trecentesco indicato dal Bembo; tra gli scrittori del Cinquecento sono citati esclusivamente coloro che hanno seguito tale modello (Ariosto, Bembo, Della Casa etc.; il Tasso è escluso ed accettato solo nella III edizione).

### Settecento
- Esce la IV edizione del Vocabolario della Crusca (1729-1738).
- Violente reazioni illuministiche all'autorità dalla Crusca, in particolare da parte degli intellettuali gravitanti attorno al "Caffè" (1764-66), giornale su cui scrivono i fratelli Pietro e Alessandro Verri e Cesare Beccaria, e da parte di Giuseppe Baretti (Discours sur Shakespeare et sur monsieur de Voltaire, 1777). Nuovi modelli linguistici sono i pensatori inglesi e francesi. Necessità di una lingua meno "pesante" che si presti meglio alla comunicazione delle idee. Apertura illimitata (soprattutto da parte degli intellettuali del Caffè) ai "forestierismi".
- Melchiorre Cesarotti, Saggio sopra la lingua italiana (1785) poi Saggio sulla filosofia delle lingue applicato alla lingua italiana (1800)

Posizione leggermente più moderata delle precedenti, ma si sottolinea comunque il principio della necessaria evoluzione della lingua, per cui si apre all'uso dei forestierismi, in particolare dei francesismi, legittimato dalla supremazia culturale francese dell'epoca.

### Ottocento
- Antonio Cesari, Dissertazione sopra lo stato presente della lingua italiana (1809)

La sua posizione è definita "purismo": modello della lingua toscana del Trecento, con particolare attenzione al linguaggio "semplice" della pietà popolare. Il Cesari cura la ristampa veronese della IV edizione del Vocabolario della Crusca, corredata da numerose Giunte (pubblicata tra 1806 e 1811 e detta la Crusca veronese).
- Vincenzo Monti, Proposta di alcune correzioni ed aggiunte al Vocabolario della Crusca (1817-26)

Feroce opposizione "classicista" al "purismo". Rifiuto del modello toscano arcaizzante e proposta di una lingua comune "mondata degli arcaismi e de' vani fronzoli, arricchita e pronta a sempre più arricchirsi dei termini scientifici e delle buone novità messe innanzi da scrittori anche non toscani, docile strumento al pensiero vivo ed operoso".
- Alessandro Manzoni, revisione linguistica dei Promessi Sposi (Ia ediz. 1827; IIa ediz. 1840); relazione Dell'Unità della lingua (1868)

Modello della lingua parlata dai fiorentini colti del tempo. Nella sua relazione del 1868, sollecitata dal ministro dell'Istruzione Emilio Broglio, Manzoni propone l'impiego massiccio di maestri toscani nelle scuole, viaggi in Toscana per gli studenti e la redazione di un vocabolario della lingua fiorentina del tempo. Questo vocabolario è redatto e pubblicato tra 1870 e 1897 col titolo di Novo vocabolario della lingua italiana secondo l'uso di Firenze, a cura di Giovan Battista Giorgini (genero di Manzoni) ed Emilio Broglio. Il vocabolario, tuttavia, non riscuote grande successo.
- Graziadio Isaia Ascoli, Proemio (1872) all'«Archivio Glottologico Italiano»

Vivace critica alla proposta manzoniana, che pretende di imporre dall'alto l'unità linguistica. La questione della lingua è legata ai problemi sociali: si sottolinea in particolare l'importanza della lotta contro l'analfabetismo.

### Novecento
Vari fattori socio-economici favoriscono la definitiva omogeneizzazione linguistica e comportano l'affermazione progressiva della lingua tra tutta la popolazione: l'amministrazione centralizzata e il ruolo del sistema scolastico nella promozione di un unico standard; le migrazioni interne (dal Sud verso il Nord) e verso l'estero; il servizio militare obbligatorio; i mezzi di comunicazione di massa (in particolare, nella seconda metà del secolo, la televisione).